# London
London (eng. izgovor /ˈlʌndən/) glavni je grad Engleske i Ujedinjenog Kraljevstva. Kao važnog naselja tijekom dva tisućljeća povijest Londona započinje s Rimljanima, koji su ga osnovali i nazvali Londinium. Jezgra Londona, drevni londonski City ("square mile"), zadržala je svoje srednjovjekovne međe. Najkasnije od 19. stoljeća, naziv "London" odnosi se i na metropolis koji se razvio oko grada. Danas je London jedna od devet regija Engleske i administrativno područje Velikog Londona (Greater London), s vlastitim izabranim gradonačelnikom i skupštinom. 
London je značajan "globalni grad" i jedno od najvećih svjetskih financijskih središta s najvećim bruto domaćim proizvodom u Europi. U središnjem Londonu smještena su sjedišta većine britanskih tvrtka među prvih 100 prema indeksu FTSE 100 Londonske Burze, i više od 100 među 500 najvećih europskih. Golemi utjecaj Londona na politiku, financije, obrazovanje, zabavu, masovne medije, modu, te umjetnost i kulturu, uvelike doprinosi globalnom statusu grada. Grad je također i važna turistička destinacija za domaće i strane posjetitelje. London je bio domaćin Olimpijskih igara 1908., 1948. i 2012., te tako postao prvi grad u povijesti modernih igara s tri domaćinstva. U Londonu se nalazi 4 mjesta svjetske baštine: Londonski Tower, povijesno naselje u Greenwichu, Botanički vrt u Kewu, i područje koje sadrži Westminstersku palaču, Westminstersku opatiju i crkvu Svete Margarete.
U Londonu živi populacija vrlo raznolikih kultura, nacionalnosti i religija, te se na području grada govori više od 300 jezika. 2021., službeni broj stanovnika bio je 9 540 576 unutar granica Velikog Londona, što ga čini najmnogoljudnijim gradom u Europi dok je procjena broja stanovnika metropolitanske zone 14 800 000.
 Londonski metro, kojim upravlja Transport for London, najveća je mreža podzemne željeznice u svijetu, dok je Zračna luka Heathrow u 2021. bila druga najprometnija zračna luka u svijetu po međunarodnom putničkom prometu i šesta po domaćem putničkom prometu, ali najveća i najprometnija zračna luka u Ujedinjenom Kraljevstvu.

## Povijest

### Toponimija
Etimologija Londona je nejasna, naziv je drevnog podrijetla i može se pronaći u izvorima od 2. stoljeća nadalje. Oko 121. godine zabilježen je kao Londinium, što upućuje na rimsko-britansko podrijetlo. Najranije ponuđeno objašnjenje, danas odbačeno, pripisano je Geoffreyu of Monmouthu u djelu Historia Regum Britanniae, u kojem je opisano da naziv grada vuče korijen od Luda, sina Helija, koji je navodno zauzeo grad i nazvao ga Kaerlud. Od 1899., općenito je prihvaćeno da je naziv keltskog podrijetla, čije je značenje "mjesto koje pripada čovjeku nazvanom *Londinos"; ali to objašnjenje od tada je odbačeno. Richard Coates 1998. ponudio je objašnjenje prema kojem naziv potječe od predkeltskog, staroeuropskog *(p) lowonida, što znači "preširoka rijeka za pregaziti", i ukazao da je taj naziv dan dijelu rijeke Temze koji teče kroz London. Od toga potječe keltska verzija naziva, *Lowonidonjon. Do 1899., naziv se službeno primjenjivao samo za Grad London, ipak, od tada se tako nazivala i Grofovija London, a od 1. travnja 1965. postoji kao ceremonijalna grofovija Veliki London, pri čemu ne treba miješati London i Veliki London, jer London je regija Engleske u čijem sastavu se nalazi City of London, za razliku od Velikog Londona koji je grofovija u čijem sastavu se ne nalazi City of London, jer i on ima zaseban status ceremonijalne grofovije.

### Pretpovijest i antičko doba
Rijeka Temza imala je veoma važnu ulogu kao prometni i trgovački pravac još u vrijeme prije nego što su Britaniju osvojili Rimljani, između 55. pr. Kr. i 43. godine n.e. Premda postoje dokazi raštrkanih britskih naselja u području, prvu veću naseobinu osnovali su Rimljani 43. godine. Londinium (latinizirano keltsko ime), podignut je na izvanredno povoljnom položaju, u početku kao rimski vojni logor, koji se, zahvaljujući više trgovini nego ratovima, pretvorio u snažno trgovačko središte, no zadržao se samo 17 godina. Oko 61. icensko pleme predvođeno kraljicom Boudicom napalo ga je i spalilo do temelja. Potkraj 1. stoljeća grad je utvrđen, sagrađen je veličanstveni forum te drvena pristaništa i skladišta. Grad se razvio i nadmašio Colchester kao glavni grad provincije Britanije 100. godine. Na svom vrhuncu tijekom 2. stoljeća, rimski London je naseljavalo oko 60 000 stanovnika, te je ostao po rimskom vlašću sve do njihova povlačenja iz Britanije početkom 5. stoljeća. Povijest Londona tijekom 5. stoljeća i 6. stoljeća slabo je poznata. Do 7. stoljeća, Anglosaksonci osnovali su novo naselje nazvano Lundenwic, oko 900 metara uzvodno od starog rimskog grada, u okolici današnjeg Covent Gardena. Na ušću rijeke Fleet vjerojatno se nalazila ribarska i trgovačka luka. Trgovina se razvijala dok Vikinzi nisu nadjačali grad, i prisilili preseljenje na istok, na lokaciju starog rimskog Londiniuma kojeg su štitile antičke zidine. Vikinški napadi nastavljani su sve jačim intenzitetom do 886., kada je Alfred Veliki
osvojio London i ugovorio mir s Danskim vođom Guthrumom. Izvorni saksonski grad Lundenwic postao je Ealdwic ("stari grad"), naziv koji se do danas zadržao kao Aldwych, koji se nalazi u današnjem City of Westminster.

### Srednji vijek
Knut Veliki preuzeo je englesko prijestolje godine 1016., vladajući gradom i zemljom do 1035., kada je njegova smrt rezultirala povratkom pod saksonsku vlast pod njegovim pobožnim posinkom Edvardom Ispovjednikom, jednim od suosnivača Westminsterske opatije i susjedne Westminsterske palače. London je bio daleko najveći i najbogatiji grad u Engleskoj u razdoblju od 11. do 13. stoljeća, premda je službeno sjedište vlasti i dalje bilo u Winchesteru. Nakon bitke kod Hastingsa, Vilim I. Osvajač, tada vojvoda od Normandije, okrunjen je za kralja u netom dovršenoj Westminsterskoj opatiji na Božić 1066. Vilim je građanima Londona podijelio posebne povlastice, dok je radi kontrole nad građanstvom na jugoistoku grada dao izgraditi zdanje danas poznato kao londonski Tower.
1097, kralj Vilim II. započeo je graditi Westminster Hall, u blizini istoimene opatije, koji je bio temelj nove Westminsterske palače, glavne kraljevske rezidencije kroz srednji vijek. Westminster je postao sjedište kraljevskog dvora i vlade, dok je susjedni londonski City bio poslovno i trgovačko središte, prosperitetno pod jedinstvenom vlastitom upravom, Korporacijom grada Londona. 1100. populacija je iznosila 18 000 stanovnika, dok je do 1300. narasla na skoro 100 000 stanovnika. Postojala je znatna židovska populacija dok nisu 1290. izgnani iz Engleske proglasom kralja Edvarda I. 
Katastrofa je pogodila grad kada je u doba kuge sredinom 14. stoljeća izgubio trećinu stanovništva. Osim invazije za vrijeme seljačkog ustanka Wata Tylera 1381., London je ostao relativno neokrznut raznim građanskim ratovima tijekom srednjeg vijeka.

### Rani novi vijek
Za vrijeme dinastije Tudor, reformacija je uvjetovala postupni prelazak ka Protestantizmu, s većinom Londona koji je iz crkvenih posjeda prešao u privatna vlasništva. Razvijao se merkantilizam te su osnovane monopolističke trgovačke kompanije kao Britanska Istočnoindijska kompanija. Širenjem trgovine u Novi svijet. London je postao glavna luka Sjevernog mora, s imigrantima koji su pristizali iz Engleske i inozemstva. Stanovništvo je naraslo s procijenjenih 50 000 1530., godine, na oko 225 000 1605. U 16. stoljeću William Shakespeare i njegovi suvremenici živjeli su u Londonu u doba neprijateljstva prema razvoju kazališta. Do kraja ere Tudora 1603., London je još bio urbanistički vrlo zbijen, u doba kad se zbio i pokušaj ubojstva kralja Jakova I. u Westminsteru 5. studenog 1605., tijekom barutne urote. Početkom 17. stoljeća, London je bio pogođen epidemijama s Velikom londonskom kugom 1665. – 1666. kao vrhuncem, koja je usmrtila do 100 000 ljudi, ili jednu petinu ukupnog stanovništva. 1666. izbio je Veliki požar u Londonu koji se brzo proširio kroz drvene zgrade. Obnovu, koja je trajala više od deset godina, nadgledao je kao londonski nadzornik Robert Hooke. 1708. Christopher Wren je dovršio svoje remek-djelo, katedralu sv. Pavla. Za vrijeme georgijanskog doba, izgrađene su na zapadu nove četvrti, kao Mayfair, i novi mostovi preko Temze koji su ohrabrili razvoj južnog Londona. Na istoku, londonska luka proširila se nizvodno. 1762. kralj Đuro III. kupio je Buckinghamsku palaču, današnju kraljevsku rezidenciju, koja je proširivana tijekom idućih 75 godina. U 18. stoljeću London je bio pogođen kriminalom, te su 1750. kao prva profesionalna policija osnovani Bow Street Runners. Kavane su postale popularnim mjestom debate i razmjene ideja, s rastućom pismenošću i razvojem tiskarskog stroja koji je novosti učinio dostupnim svima, dok je ulica Fleet postala središtem britanskog novinarstva.
"Nećeš nikada naći čovjeka, niti intelektualca koji želi napustiti London. Ne gospodo, kad se čovjek zasiti Londona, zasitio se i samog života, jer u Londonu je sve što život može priuštiti." Samuel Johnson

### 20. stoljeće i suvremeno doba
London je bio najveći grad na svijetu od oko 1831. do 1925. Rastuća prometna zagušenja dovela su do prve lokalne gradske željezničke mreže u svijetu. Metropolitan Board of Works koji je nadgledao ekspanziju infrastrukture, 1889. zamijenjen je Savjetom Londonske Grofovije (London County Council), prvom izabranom gradskom upravom. Blitz i ostala bombardiranja njemačkog Luftwaffea za vrijeme drugog svjetskog rata usmrtila su preko 30 000 građana Londona i uništila brojne stambene i druge zgrade po cijelom gradu. Neposredno nakon rata, Olimpijske igre 1948. održane su na izvornom stadionu Wembley, u doba kada se grad tek oporavljao od rata. Godine 1951. u južnom Londonu (South Bank) održan je sajam Festival of Britain. Veliki smog 1952. doveo je 1956. do Zakona o čistom zraku (Clean Air Act) koji je dokrajčio ugljeni smog po kojem je London bio zloglasan. Od 1950.-ih pa nadalje u Londonu su se nastanili mnogi imigranti, većinom iz zemalja Commonwealtha kao Jamajka, Indija, Bangladeš i Pakistan, što je London učinilo jednim od najraznolikijih gradova u Europi.
Počevši od sredine 1960.-ih, London je postao svjetsko središte kulture mladih, što je bilo posebno istaknuto Swinging London supkulturom povezanom s ulicom Carnaby.
Uloga grada trendsettera ponovo je oživljena u doba punka. 1965. londonske administrativne granice proširene su radi obuhvaćanja rastućih gradskih područja, te je osnovan novi Savjet Velikog Londona (Greater London Council). Za vrijeme sukoba u Sjevernoj Irskoj (The Troubles) od kraja 1960-ih nadalje, London je bio meta terorističkih napada Privremene IRA-e. Rasna nejednakost bila je naglašena buntom u Brixtonu 1981. Stanovništvo Velikog Londona stalno je opadalo desetljećima nakon drugog svjetskog rata, od procijenjenog vrhunca od 8,6 milijuna 1939., do oko 6,8 miljuna 1980-ih. Radovi na sadašnjem Londonskom mostu trajali su od 1967. do 1972. godine. Most je otvorila kraljica Elizabeta II. 17. ožujka 1973. godine. Sagrađen na lokaciji prethodnog mosta, s tim što su se pojedini dijelovi prethodnog srušili kako bi omogućili prohodnost novoizgrađenom. Glavne luke Londona premještene su nizvodno u Felixstowe i Tilbury, dok je zona londonskih dokova postala žarište obnove. Brana Thames Barrier dovršena je 1980-ih radi obrane Londona od plimnih valova Sjevernog mora. Savjet Velikog Londona ukinut je 1986., što je London ostavilo kao jedini veliki metropolis u svijetu bez središnje uprave. 2000., opća gradska uprava je obnovljena, osnivanjem Uprave Velikog Londona (Greater London Authority). Povodom proslava početka 21. stoljeća, izgrađeni su Millennium Dome i London Eye. 7. srpnja, 2005., nekoliko vlakova podzemne željeznice i autobus napadnuti su u nizu terorističkih napada.

## Uprava

### Lokalna vlada
Uprava Londona sastavljena je od dvije razine, općegradske, strateške razine i lokalne razine. Općegradsku upravu koordinira Uprava Velikog Londona, dok se lokalna administracija provodi kroz 33 manje uprave. Lokalne uprave savjeti su 32 londonske općine i Korporacija Londonskog Cityja (City of London Corporation), koji su odgovorni za većinu lokalnih usluga, kao lokalno planiranje, škole, socijalne službe, ceste i sakupljanje otpada. Određene funkcije, kao odvoz smeća, provode se kroz zajedničke aranžmane. Policijske snage u Velikom Londonu, s iznimkom londonskog Cityja, osigurava Metropolitanska policijska služba (Metropolitan Police Service), koju nadgleda Metropolitanska policijska uprava (Metropolitan Police Authority). City raspolaže s vlastitim policijskim snagama - Policija Londonskog Cityja (City of London Police). Britanska Transportna Policija (British Transport Police) odgovorna je za policijske usluge na Nacionalnoj željeznici i Londonskom metrou u glavnom gradu.
Uprava Velikog Londona (GLA) sastoji se od dva izabrana dijela: londonskog gradonačelnika, koji raspolaže s izvršnim ovlastima, i Londonske skupštine, koja preispituje gradonačelnikove odluke te može usvojiti ili odbiti prijedloge godišnjeg proračuna. Sjedište GLA smješteno je u gradskoj vijećnici Londona u Southwarku. Aktualni gradonačelnik je Sadiq Khan. Gradonačelnikova statutarna strategija planiranja objavljuje se kao Londonski plan (London Plan), koji je sredinom 2009., u fazi revizije, za krajnju objavu 2011. Londonski vatrogasci (London Fire Brigade), statutarna su vatrogasna služba za Veliki London, kojom upravlja Londonska vatrogasna i krizna uprava (London Fire and Emergency Planning Authority), kao treća najveća vatrogasna služba u svijetu. Ambulantne službe Nacionalne zdravstvene službe (National Health Service) osigurava Londonska ambulantna služba (London Ambulance Service), najveća besplatna ambulantna služba u svijetu. Obalna straža Njenog Veličanstva (Her Majesty's Coastguard) i Kraljevska Nacionalna Spasilačka Služba (Royal National Lifeboat Institution) djeluju na rijeci Temzi.

### Nacionalna vlada
U Londonu, kao glavnom gradu Ujedinjenog Kraljevstva, smještena je nacionalna vlada, uglavnom u okolici Westminsterske palače. Brojni vladini odjeli locirani su u blizini parlamenta, posebno duž Whitehalla, uključujući rezidenciju premijera na broju 10 u Downing Streetu. Britanski parlament često se naziva "Majkom parlamenata" (premda je taj nadimak John Bright prvi puta primijenio za samu Englesku) jer je bio uzor za većinu ostalih parlamentarnih sustava, kao i osnivač mnogih drugih parlamenata. Osim toga, u Londonu je i glavna službena rezidencija britanske monarhije, čuvena Buckinghamska palača.

## Zemljopis

### Općenito
Veliki London (Greater London), administrativna je podjela prvog stupnja koja pokriva London. Manji, stari Londonski City u jezgri Velikog Londona, jednom je obuhvaćao cijelo naselje, ali kako se gradsko područje širilo, Londonska Korporacija odolijevala je naporima za spajanjem s predgrađima, što je uvjetovalo da se naziv "London" koristi i definira na više načina, situacija koja je nekada bila predmetom pravne rasprave. 40% Velikog Londona pokriveno je Londonskim Poštanskim Okrugom (London postal district), unutar kojeg 'LONDON' tvori dio poštanske adrese. Područje londonskog telefonskog pozivnog broja (020) pokriva veće područje, približno zoni Velikog Londona, iako su neki okruzi izuzeti, dok su neka mjesta neposredno izvan uključena. Zona unutar kružne autoceste M25 ponekad se određuje kao "Londonsko područje" te su međe Velikog Londona djelomično poravnate s njom. Vanjska ekspanzija gradskog područja sada je spriječena metropolitanskim zelenim pojasom, premda se na nekim mjestima zona izgradnje proteže iza pojasa, što rezultira odvojeno-definiranim Gradskim Područjem Velikog Londona (Greater London Urban Area). Iza toga, veliko je metropolitansko područje Londona. Veliki London podijeljen je na Unutarnji London (Inner London) i Vanjski London (Outer London). Grad je podijeljen rijekom Temzom na Sjeverni i Južni London, s neformalnim područjem Centralnog Londona u središtu. Koordinate nominalnog centra Londona, kojim se tradicionalno smatra početni Eleanor križ na Charing Crossu kraj dodirne točke Trafalgar Squarea i Whitehalla, približno su 51°30′29″N 00°07′29″W / 51.50806°N 0.12472°W.

### Status
Unutar Londona, City of London i City of Westminster oba raspolažu statusom grada, te su i City i ostatak Velikog Londona Ceremonijalne grofovije. Aktualno područje Velikog Londona pripojilo je zone koje su nekada bile dijelom grofovija Middlesex, Kent, Surrey, Essex i Hertfordshire. Status Londona kao glavnog grada Engleske, i kasnije Ujedinjenog Kraljevstva, nije nikada dodijeljen ili službeno potvrđen statutom ili u pisanom obliku, već je formiran ustavnom konvencijom, što status de facto glavnog grada čini dijelom britanskog nepisanog ustava. Glavni grad Engleske premješten je iz Winchestera u London kako se gradila Westminsterska palača tijekom 12. i 13. stoljeća, kao stalni smještaj kraljevskog dvora, te stoga postaje političkim središtem zemlje. U novije vrijeme, Veliki London je definiran kao engleska regija, i u tom kontekstu poznat kao London.

### Topografija
Veliki London pokriva područje od 1570 km². Primarna zemljopisna značajka je rijeka Temza, plovna rijeka koja presjeca grad u smjeru jugozapad-istok. Dolina Temze je poplavna ravnica okružena blagim brežuljcima među kojima Parliament Hill, Addington Hills, i Primrose Hill. Temza je nekada bila mnogo šira, plića rijeka s prostranim močvarama. Pri visokom vodostaju bila je pet puta šira u odnosu na današnje obale. Od Viktorijanskog doba rijeka je bila opsežno ograđivana nasipima, te mnoge pritoke danas teku podzemno. Temza je plimna rijeka, te je London osjetljiv na poplave, prijetnja koja se s vremenom povećavala radi sporog, premda stalnog porasta razine visoke vode radi polaganog naginjanja Britanije (prema gore na sjeveru i dolje na jugu) uvjetovanog post-glacialnim izostatskim skokom. 1974., preko Temze kod Woolwicha započet je desetgodišnji posao izgradnje brane Thames Barrier. Dok se očekuje da brana djeluje u skladu s projektom do otprilike 2070., koncepti o budućem proširenju i preoblikovanju već se raspravljaju.

### Klima
London ima umjerenu oceansku klimu (Köppenova klasifikacija klime Cfb), većinom kao i Britanski otoci, te grad rijetko pogađaju izrazito visoke ili niske temperature. Ljeta su vruća s prosječnim visokim temperaturama od 21°C – 24°C, i niskim od 11°C – 14°C. Tijekom više dana temperature mogu premašiti 25°C, te su skoro svake godine nekoliko dana bile više od 30°C. Najviša ikad je zabilježena temperatura 39°C 10. kolovoza, 2003. Zime su u Londonu hladne, ali rijtko s temperaturama ispod nule, s dnevnim najvišim oko 8°C – 12°C, dok su u proljeće ugodni dani i hladne večeri. Najniža ikad zabilježena temperatura u novije doba bila je −10°C 10. siječnja, 1982. Jesen je uglavnom blaga, ali često nepostojana dok se susreću hladniji zrak sa sjevera i topliji s juga. London je relativno suh grad s redovnim ali generalno slabim padalinama kroz godinu, s prosjekom od 583,6 mm godišnje. Snijeg je uglavnom neuobičajen, posebno radi gradskog otoka vrućine koji po zimi London može zagrijati 5°C više u odnosu na okolna područja. Ipak, ponešto snježnih padalina uobičajene su do nekoliko puta godišnje. Snježno nevrijeme veljače 2009. bilo je najjače u Londonu posljednjih 18 godina.
| Klimatološki srednjaci za London                                    | Klimatološki srednjaci za London | Klimatološki srednjaci za London | Klimatološki srednjaci za London | Klimatološki srednjaci za London | Klimatološki srednjaci za London | Klimatološki srednjaci za London | Klimatološki srednjaci za London | Klimatološki srednjaci za London | Klimatološki srednjaci za London | Klimatološki srednjaci za London | Klimatološki srednjaci za London | Klimatološki srednjaci za London | Klimatološki srednjaci za London |
| mjesec                                                              | sij                              | velj                             | ožu                              | tra                              | svi                              | lip                              | srp                              | kol                              | ruj                              | lis                              | stu                              | pro                              | godina                           |
| ------------------------------------------------------------------- | -------------------------------- | -------------------------------- | -------------------------------- | -------------------------------- | -------------------------------- | -------------------------------- | -------------------------------- | -------------------------------- | -------------------------------- | -------------------------------- | -------------------------------- | -------------------------------- | -------------------------------- |
| srednji maksimum, °C                                                | 8                                | 8                                | 11                               | 13                               | 17                               | 20                               | 23                               | 23                               | 19                               | 15                               | 11                               | 9                                | 16                               |
| srednja dnevna temperatura, °C                                      | 5                                | 5                                | 7,5                              | 9                                | 12,5                             | 15,5                             | 18,5                             | 18                               | 15                               | 11,5                             | 8                                | 6                                | 12                               |
| srednji minimum, °C                                                 | 2                                | 2                                | 4                                | 5                                | 8                                | 11                               | 14                               | 13                               | 11                               | 8                                | 5                                | 3                                | 8                                |
| oborine, mm                                                         | 52                               | 34                               | 42                               | 45                               | 47                               | 53                               | 38                               | 47                               | 57                               | 61                               | 52                               | 54                               | 582                              |
| Izvor: Average high, low and precipitation from the Weather Channel |                                  |                                  |                                  |                                  |                                  |                                  |                                  |                                  |                                  |                                  |                                  |                                  |                                  |

London se nalazi, prema klasifikaciji Tajništva Poljoprivrede Sjedinjenih Država (United States Department of Agriculture USDA), u zoni otpornosti 9. Premda se ekstremne vremenske prilike ne manifestiraju često, poznati su prolasci dubokih depresija, kao veliko nevrijeme 1987. Tornadoi su rijetki, iako je gradsko područje Kensal Green bilo 2006. pogođeno tornadom koji je uzrokovao 6 ozlijeđenih i stvorio 10 milijuna funti štete. U drugoj polovici 19. stoljeća i prvoj 20. stoljeća, London je bio poznat po svojim gustim maglama i smogu. Nakon ubojitog velikog smoga iz 1952., usvojen je 1956. zakon o čistom zraku koji je doveo do smanjenja ozbiljnog zagađenja u glavnom gradu.

### Okruzi
Golemo londonsko gradsko područje često se opisuje korištenjem niza imena okruga, kao Bloomsbury, Mayfair, Wembley i Whitechapel. To su ili neformalni nazivi, koji odražavaju imena bivših samostalnih naselja, danas gradskih okruga, ili nazivi zamjenskih administrativnih jedinica kao župa ili bivših okruga, koji su tradicionalno ostali u upotrebi za određena područja s istaknutim karakteristikama, ali bez aktualnih službenih međa. Od 1965, Veliki London je podijeljen na 32 okruga, kao dodatak starom londonskom Cityju, glavnom financijskom središtu, premda se Canary Wharf nedavno razvio kao novo financijsko i trgovačko središte na istoku grada.
West End je glavni trgovački i zabavni okrug koji prilači mnoge turiste, dok se zapadni London (West London) sastoji od skupih stambenih zona gdje se imanja mogu prodati za desetke milijuna funti. Prosječna cijena imanja u Kensingtonu i Chelsea je £894 000, sa sličnim prosječnim troškom u većini Centralnog Londona. East End je najbliže područje izvornoj londonskoj luci, poznato po brojnom useljeničkom stanovništvu, kao i jedna od najsiromašnijih zona u Londonu. Okolni Istočni London (East London) obuhvaćao je većinu ranog industrijskog razvoja u Londonu, dok se danas napušteni industrijski pogoni preuređuju u gradske četvrti kao dio projekta Thames Gateway, uključujući London Riverside i Lower Lea Valley, koji se izgrađuje kao Olimpijski park za Olimpijske igre 2012.

### Arhitektura
Londonske zgrade isuviše su raznolike da bi ih karakterizirao bilo kakav poseban arhitektonski stil, jer su građene tijekom dugog vremenskog perioda. Među novijim građevinama ističu se neboder iz 1980-ih Tower 42, zgrada Lloyda (Lloyd's building) s instalacijama na vanjskoj strani zdanja, i 30 St Mary Axe, poznat i kao "Gherkin". 
Londonska generalno niska arhitektura čini nebodere, među kojima i One Canada Square, susjedne zgrade u Canary Wharfu i BT Tower u Fitzroviji vrlo upadljivima iz daljine. Visoka izgradnja ograničena je na određemim mjestima, ako bi se ispriječila zaštićenim vizurama katedrale sv. Pavla. Unatoč tome, u planu je izgradnja više nebodera u središnjem Londonu, uključujući 72-katni Shard London Bridge koji će biti jedan od najviših u Europi. Starije zgrade uglavnom su izgrađene od opeke, najčešće žute London stock brick ili toplo narančasto-crvene vrste, često dekorirane rezbarijama i bijelim gipsanim reljefima. Mnoge značajne kuće i javne zgrade, kao National Gallery, izgrađene su Portland kamenom. Neka područja grada, posebno neposredno zapadno od centra, karakterizira bijela štukatura ili obijeljene zgrade. Preostalo je samo nekoliko građevina od prije velikog požara iz 1666., osim nekoliko tragova rimskih ostataka, londonski Tower i nekoliko raštrkanih zgrada iz doba Tudora. Raznoliko arhitektonsko nasljeđe tvore i crkve Christophera Wrena iz kasnog 17. stoljeća, te financijske istitucije 18. i 19. stoljeća kao Royal Exchange i Engleska Banka (Bank of England), do zdanja ranog 20. stoljeća Old Bailey (zgrada suda) i Barbican Estate iz 1960-ih.
Kraj rijeke na jugozapadu, nekorištena, ali uskoro u obnovi, elektrana Battersea iz 1939., lokalna je znamenitost, dok su neke od željezničkih kolodvora izvrsni primjeri Viktorijanske arhitekture, posebno St Pancras i Paddington. Zbijenost izgradnje u Londonu varira, s velikom gustoćom poslovnih zgrada u centralnom Londonu, visokom gustoćom stambenih zgrada u unutarnjem Londonu, i manjom gustoćom u predgrađima vanjskog Londona. U područjima guste urbanizacije, većina koncentracije je postignuta srednje visokim i visokim zgradama. Londonski neboderi kao "Gherkin", Tower 42, Broadgate Tower i One Canada Square većinom su smješteni u dvije poslovne četvrti: City i Canary Wharf. Druge istaknute moderne zgrade su gradska vijećnica u Southwarku, s prepoznatljivim ovalnim oblikom, i Britanska knjižnica (British Library) u Somers Town/Kings Cross, London. Bivši Millennium Dome, smješten kraj Temze na istočno od Canary Wharfa, danas je zabavni centar
poznat kao The O2. Među spomenicima najpoznatiji su spomenik podignut na mjestu izbijanja velikog londonskog požara, poznat kao The Monument, koji pruža posjetiteljima i pogled na okolno područje, slavoluci Marble Arch i Wellington Arch na sjevernom i južnom kraju Park Lanea, Albert Memorial i Royal Albert Hall u Kensingtonu. Nelsonov stup, nacionalno je respektirani spomenik na trgu Trafalgar Square, jedne od žarišnih točaka središta grada.

### Parkovi i vrtovi
Jedna od naijstaknutijih karakteristika londonskog urbanizma, fascinantni su i slavni parkovi, posebno najveći parkovi u središnjoj zoni Londona, Kraljevski parkovi (Royal Parks) Hyde Park, susjedni, s kojim stvara jedinstvenu cjelinu, Kensington Gardens, i Regent's Park na sjevernom kraju centralnog Londona. Regent's Park sadrži londonski zoološki vrt, najstariji znanstveni zoo u svijetu, Bliže samom središtu grada manji su Kraljevski parkovi Green Park i St. James's Park. Hyde Park, posebno je popularan za sport, dok se ponekad održavaju i koncerti na otvorenom. Nekoliko velikih parkova pruža se izvan gradskog središta, uključujući i ostale Kraljevske parkove, Greenwich Park na jugoistoku, te Bushy Park i Richmond Park na jugozapadu, kao i Victoria Park na istoku. Primrose Hill sjeverno od Regent's Parka popularno je panoramsko mjesto s pogledom na grad. Postoji također i nekoliko manje formalnih, poluprirodnih otvorenih prostora, uključujući i Hampstead Heath, površine 3,2 km², na sjeveru Londona, koji uključuje Kenwood House i popularnu lokaciju gdje se u ljetne mjesece održavaju uz obalu jezera koncerti klasične glazbe, koji i vatrometom, svakog vikenda privlače brojne posjetitelje.

## Demografija
S rastućom industrijalizacijom, stanovništvo Londona naglo je poraslo tijekom 19. i početkom 20. stoljeća, te je u to doba jedno vrijeme bio i najmnogoljudniji grad na svijetu, dok 1925. New York nije preuzeo primat. Vrhunac broja stanovnika od 8 615 245 dostignut je 1939., neposredno pred početak 2. svjetskog rata. Sredinom 2021., u Velikom Londonu službeno je procijenjena populacija od 8 799 800 stanovnika. Ipak, londonsko urbano područje koje se proteže preko granica Velikog Londona, 2021. je naseljavalo 9 787 426, dok je šire metropolitansko područje (London commuter belt) nastanjeno s 14 257 962 stanovnika. U skladu s Eurostatom, London je najmnogoljudnije metropolitansko područje u Europskoj uniji i drugo najmnogoljudnije u Europi (ili treće ako se uračuna i Istanbul). Između 1991. i 2001., u grad je pristiglo 726 000 imigranata.
Regija pokriva područje od 1580 km², dok je gustoća naseljenosti 4,761
/km2, više od deset puta više u odnosu na bilo koju drugu britansku regiju. U aspektu stanovništva, London je 25. najveći grad i 18. najveća metropolitanska regija na svijetu. Također je 4. u svijetu po broju milijardera (u američkim dolarima) s prebivalištem u gradu. Također, London, zajedno s Tokiom i Moskvom, svrstava se među najskuplje gradove u svijetu.

### Etničke grupacije
Prema procjenama Nacionalnog Ureda za Statistiku (Office for National Statistics) iz 2006., 69.4% od 7.5 milijuna stanovnika Londona su bijelci, s 58% britanskih bijelaca, 2,5% irskih bijelaca, i 8,9% raspoređenih kao ostali bijelci. 13,1% južnoazijskog je porijekla, s Indijcima koji čine 6,5% londonske populacije, praćeni Bangladešanima i Pakistancima s po 2,3%. 2% je kategorizirano kao "drugi Azijci". 10,7% londonskog stanovništva su crnci, s oko 5,5% afričkih crnaca, 4,3% karipskih, i 0,7% "ostalih crnaca". 3,5% stanovnika Londona miješane je rase, 1,5% je Kineza, dok 1,9% pripada drugim etničkih grupama. 2008., 40% ukupne londonske populacije pripada nacionalnim manjinama. U Londonu, crnačka i azijska djeca brojnija su u odnosu na bijelu britansku djecu u omjeru 6 prema 4. Siječnja 2005., pregled londonske etničke i religiozne raznolikosti ustvrdio je više od 300 korištenih jezika i više od 50 alohtonih zajednica koje u Londonu imaju populaciju veću od 10 000. Podaci Nacionalnog ureda za statistiku prikazuju da 2006. broj stanovnika Londona rođenih u inozemstvu iznosi 2,288,000 (31%), u odnosu na 1 630 000 iz 1997. Popis iz 2001. ustanovio je da je 27% stanovništva Velikog Londona rođeno izvan Velike Britanije, s laganim porastom ne-bijele populacije. Tablica desno gore prikazuje državu rođenja londonskih stanovnika 2001., prema podacima posljednjeg britanskog popisa (prvih 21).

### Religija
| Religija u Londonu     | Religija u Londonu     | Religija u Londonu | Religija u Londonu | Religija u Londonu |
| ---------------------- | ---------------------- | ------------------ | ------------------ | ------------------ |
| Religija               |                        |                    | Postotak           |                    |
| Kršćanstvo             | Kršćanstvo             |                    | 58.2%              | 58.2%              |
| Bez religije           | Bez religije           |                    | 15.8%              | 15.8%              |
| Nedeklarirana religija | Nedeklarirana religija |                    | 8.7%               | 8.7%               |
| Islam                  | Islam                  |                    | 8.5%               | 8.5%               |
| Hinduizam              | Hinduizam              |                    | 4.1%               | 4.1%               |
| Judaizam               | Judaizam               |                    | 2.1%               | 2.1%               |
| Sikhizam               | Sikhizam               |                    | 1.5%               | 1.5%               |
| Budizam                | Budizam                |                    | 0.8%               | 0.8%               |
| Paganizam              | Paganizam              |                    | 0.3%               | 0.3%               |
| Ostalo                 | Ostalo                 |                    | 0.2%               | 0.2%               |
|                        |                        |                    |                    |                    |

Većina građana Londona - 58,2% – izjašnjava se kršćanima, koje prate nereligiozni (15,8%), muslimani (8,5%), Hindusi (4,1%), Židovi (2,1%), Sikhi (1,5%), budisti (0,8%), pogani/wiccani (0,3%) i ostali (0,2%), dok se 8,7% ljudi u popisu 2001. nije izjasnilo o religiji. London je tradicionalno kršćanski grad, te u gradu postoje brojne crkve, posebno u Cityju. Poznate katedrale Sv. Pavla i Southwark Cathedral južno od rijeke, anglikanska upravna su središta, dok canterburyski nadbiskup, glavni biskup Engleske Crkve i Anglikanske zajednice širom svijeta, svoju glavnu rezidenciju ima u Lambeth Palace, u londonskoj općini Lambeth. Značajne nacionalne i kraljevske ceremonije održavaju su u Sv. Pavlu, i Westminsterskoj opatiji. Treba razlikovati opatiju i obližnju Westminstersku katedralu, najveću rimokatoličku katedralu u Engleskoj i Walesu. Unatoč pretežno anglikanskim crkvama, prisustvovanje službama u crkvi (anglikanski i protestanstki pandan katoličkoj misi) među anglikancima vrlo je nisko. Nazočnost službama nastavlja s dugačkim i polaganim opadanjem, u skladu sa statistikama Engleske crkve.
U Londonu također žive znatne muslimanske, hinduističke, sikhi, i židovske zajednice. Mnogi muslimani žive u općinama Tower Hamlets i Newham. Najznačajnija muslimanska građevina je središnja londonska džamija (London Central Mosque) na rubu Regent's Parka i Baitul Futuh džamija (Baitul Futuh Mosque) u Morden.
Nakon naftnog buma, veći broj imućnih bliskoistočnih muslimana naselio se oko Mayfaira i Knightsbridgea u Zapadnom Londonu Velika Hindu zajednica bazirana je u sjeverozapadnim općinama Harrow i Brent, gdje se nalazi i jedan od najvećih hinduističkih hramova u Europi, Neasden Temple. Zajednice Sikha locirane su na istoku i zapadu Londona, gdje je također smješten i najveći sikhski hram na svijetu izvan Indije. Većina britanskih Židova živi u Londonu, sa značajnim židovskim zajednicama u Stamford Hillu, Stanmoreu, Golders Greenu, Hampsteadu, Hendonu, i Edgwareu u Sjevernom Londonu. Sinagoga Stanmore and Canons Park sadrži jedno od najvećih članstava među svim ortodoksnim židovskim sinagogama u cijeloj Europi, nadmašivši sinagogu u Ilfordu (također u Londonu) 1998. Zajednica je osnovala Londonski židovski forum (London Jewish Forum) 2007., kao odgovor na rastući značaj londonske vlade.

## Gospodarstvo
Glavni članci: Ekonomija Londona, Mediji u Londonu, Turizam u Londonu
London je važniji centar međunarodnog poslovanja i trgovine, te je jedan od tri "zapovjedna središta" svjetskog gospodarstva uz New York City i Tokyo. Prema procjenama PricewaterhouseCoopersa iz 2005., London je 6. najveće gradsko gospodarstvo nakon Tokija, New York Cityja, Los Angelesa, Chicaga, i Pariza. London generira otprilike 20% britanskog BDP-a (ili 446 milijardi američkih dolara 2005.), dok gospodarstvo londonskog metropolitanskog područja, drugog najvećeg u Europi, stvara 30% britanskog BDP-a (ili procijenjenih 669 milijardi američkih dolara 2005.). London. jedan je od najistaknutijih financijskih središta u svijetu, i zajedno s New Yorkom najznačajnija lokacija za međunardone financije. Financije su londonska najveća industrija, čiji financijski izvozi uvelike doprinose britanskoj platnoj bilanci. U financijskim uslugama, do sredine 2007. bilo je zaposleno oko 325 000 ljudi. U Londonu djeluje preko 480 inozemnih banaka, više nego u bilo kojem drugom gradu u svijetu. Radi svoje istaknute globalne uloge, na Londonsku ekonomiju utjecala je svjetska financijska kriza od 2007. godine. Procjenjuje se da će u financijskom sektoru biti otpušteno 70 000 ljudi u roku godine dana.
Više od polovice od prvih 100 britanskih tvrtka, rangiranih prema burzovnom indeksu FTSE 100, i više od 100 među 500 najvećih europskih tvrtka svoja sjedišta ima u središnjem Londonu. Preko 70% od FTSE 100 tvrtka, locirano je u Londonskoj metropolitanskoj zoni, dok 75% tvrtka s popisa Fortune 500, ima svoje urede u Londonu. U Londonskom Cityju smješteni su Engleska Banka, Londonska Burza, i Lloydsovo tržište osiguranja. Zajedno s profesionalnim uslugama, u Londonu su koncentrirane i medijske kompanije, te je industrija medijske distribucije drugi londonski najkonkurentniji sektor. BBC, kao i druge radio-televizijske kuće sa sjedištem u gradu, značajni su poslodavaci. Također, mnoge nacionalne novine objavljuju se u Londonu (The Guardian, The Observer, The Daily Telegraph, The Times Financial Times). Turizam, koji zapošljava 350 000 u punom radnom vremenu (2003.), jedna je od najvažnijih industrija, s godišnjom turističkom potrošnjom od 15 milijardi funti.
Istraživanje koje je listopada 2007. proveo Euromonitor, pozicionira London na prvo mjesto između 150 najpopularnijih svjetskih gradova, s 15,6 milijuna međunarodnih posjetitelja 2006. Svake godine London posjećuje 27 milijuna turista s noćenjem. Londonska luka, druga je najveća u Ujedinjenom Kraljevstvu, s 53 milijuna tona prekrcanog tereta svake godine.

## Promet
Promet, jedan je od četiri glavna sustavna sektora kojim upravlja gradonačelnik Londona, premda se gradonačelnikova financijska kontrola ne proteže na željezničku mrežu duže distance koja zalazi u grad. 2007., preuzeo je odgovornost za neke lokalne linije, koje sada čine mrežu London Overground, zajedno s odgovornošću za podzemnu željeznicu, tramvaje i autobuse. Javnim prijevozom, jednim od najobimnijih na svijetu, upravlja Transport for London (TfL). Bicikl postaje sve popularnije prevozno sredstvo u Londonu, te London Cycling Campaign zagovara bolje uvjete. Linije koje su formirale londoski metro, kao i tramvaji i autobusi, postali su dijelom integriranog transportnog sustava 1933., kada je osnovan London Passenger Transport Board (LPTB) ili London Transport. Transport for London (TfL), danas je statutarna korporacija odgovorna za većinu aspekata transportnog sustava u Velikom Londonu, kojom upravlja odbor i povjerenik postavljen od londonskog gradonačelnika.

### Željeznice
Londonski metro, - danas u svojoj cjelini uobičajeno nazvan The Tube, premda je taj naziv izvorno bio rabljen samo za linije na velikoj dubini - jedan je od najstarijih, najdužih i najraširenijih metro sustava u svijetu, s prvim linijama otvorenim 1863. Sustav, koji opslužuje 270 stanica, bio je formiran od nekoliko privatnih tvrtka, uključujući i prvu električnu podzemnu liniju; City and South London Railway. Podzemna mreža svakoga dana preveze tri milijuna putnika, ili preko jedne milijarde svake godine. Investicijski program nastoji se usmjeriti na probleme zagušenja i pouzdanosti, uključujući i 7 milijardi funti (10 milijardi Eura) za poboljšanja predviđena za Olimpijske igre. 2006, London je pohvaljen kao grad s najboljim javnim prevozom. Docklands Light Railway, otvoren 1987., drugi je, više lokalno orijentirani metro sustav koji koristi manja i laganija vozila tramvajskog tipa, koji opslužuje Docklands i Greenwich. 
Postoji i razvijena prigradska željeznička mreža, posebno u Južnom Londonu, koja ima manje podzemnih linija. U Londonu se nalazi najprometnija britanska željeznička stanica Waterloo, s više od 177 milijuna putnika svake godine, odakle polaze linije za jugozapadni London i dijelove južne i zapadne Engleske. Većina željezničkih linija završava u okolici središta Londona, u jednom od 14 željezničkih terminala, s iznimkom vlakova Thameslink koji povezuju
Bedford na sjeveru i Brighton na jugu preko zračnih luka Luton i 
Gatwick. Od 2007., vlakovi velike brzine Eurostar povezuju St Pancras s Lilleom, Parizom i Bruxellesom. Vrijeme putovanja do Pariza i Bruxellesa je 
2 sata i 15 minuta, te 1 sat i 51 minuta. Radi veze željezničke linije velike brzine High Speed 1 s Eurotunelom, London je bliži kontinentalnoj Europi od ostatka Britanije, dok su prvi unutarnji vlakovi velike brzine (Southeastern) uvedeni lipnja 2009. na liniji između Kenta i Londona.

### Autobusi i tramvaji
Londonska mreža autobusnih linija jedna je od najvećih na svijetu, s 24-satnim prometom, 8000 
autobusa, 700 ruta, i preko 6 milijuna putnika svakog radnog dana. 2003, broj putnika procijenjen je na preko 1,5 milijardi godišnje, što je više od broja putnika u metrou, uz 850 milijuna funti prihoda svake godine. Istaknuti crveni autobusi na kat, prepoznatiljivi svugdje u svijetu, zaštitni su znak londonskog transporta zajedno s crnim Taxijima i metroom. Također, London ima i suvremenu tramvajsku mrežu, poznatu kao Tramlink, baziranu u okolici Croydona na jugu grada, koja se sastoji od 39 stanica i 3 linije. 2008., prevezla je 26,5 milijuna ljudi. Od lipnja 2008., Transport for London potpuni je vlasnik Tramlinka, te je u planu izdatak od 54 milijuna funti na održavanje, obnovu i poboljšanja. Od travnja 2009., svi tramvaji su obnovljeni.

### Zračni promet
London je važnije međunarodno čvorište zračnog prometa, s najvećim gradskim zračnim prostorom u svijetu. Osam aerodroma koristi riječ London u svojim nazivima, premda većina prometa prolazi kroj najvećih pet. Zračna luka Heathrow, u Hillingdonu na zapadu Londona, najprometnija je međunarodna zračna luka u svijetu, i glavno sjedište nacionalne zrakoplovne kompanije British Airways. Ožujka 2008., otvoren je peti terminal i već se razmatraju planovi za šesti terminal i treću pistu. Sličan promet, s dodatkom kraćih niskotarifnih letova, odvija se i u zračnoj luci Gatwick, lociranoj južno od Londona u zapadnom Sussexu. Zračna luka Stansted, smještena sjeveroistočno od grada u Essexu, glavno je čvorište za Ryanair, koji zajedno sa zračnom lukom Luton, sjeverno od Londona u Bedfordshireu, obavlja većinu kraćih niskotarifnih letova. London City Airport, najmanja i najbliža centru, zračna je luka za poslovne putnike, s redovnim letovima na kraće distance i znatnim prometom poslovnih mlažnjaka.

### Ceste
Premda se većina prometa u centralnom Londonu obavlja javnim prijevozom, korištenje osobnih automobila uobičajeno je u predgrađima. Unutarnji prsten (London Inner Ring Road) oko središta grada, sjeverna i južna kružna cesta (u predgrađima), i vanjska orbitalna autocesta (M25, izvan izgrađene zone) okružuju grad, te su ispresjecane brojnim prometnim radialnim cestama, premda vrlo malo autocesta ulazi u unutrašnji London. M25, s 195,5 km, najduža je kružna autocesta na svijetu. Plan opsežne mreže autocesta kroz grad (London Ringways ili Ringways Plan) pripremljen je 1960-ih, ali većina je otkazana početkom 1970-ih. 2003., uvedena je taksa za pristup centru grada određenim kategorijama vozila (London congestion charge), radi smanjenja obima prometa u središtu. S ponekom iznimkom, vozači moraju platiti 8 funti dnevno za vožnju područjem koje obuhvaća većinu zakrčenog centra. Vozači koji stanuju u zoni, mogu nabaviti vrlo sniženu sezonsku propusnicu, jeftiniju od odgovarajuće autobusne naplate, koja se može obnavljati mjesečno. London je na zlu glasu radi svojih prometnih gužvi, s autocestom M25 kao najprometnijom dionicom u zemlji. Prosječna brzina vozila za vrijeme špice je 17 km/h.

## Obrazovanje
London, sjedište je niza sveučilišta, koledža i škola, s oko 378 000 studenata, kao središte istraživanja i razvoja. Većina osnovnih i srednjih škola djeluje prema istom sustavu koji vrijedi za ostatak Engleskog općeg školstva. S 125 000 studenata, Londonsko Sveučilište (University of London) najveće je sveučilište kontakntog učenja u Velikoj Britaniji i Europi. Sadrži 20 koledža kao nekoliko manjih instituta, svaki s visokim stupnjem autonomije. Konstitutivni koledži, koji imaju svoje pristupne procedure, djeluju 
kao samostalna sveučilišta, premda većinu akademskih titula dodjeljuje središnja institucija. Sveučilište u Londonu, sastoji od multidisciplinarnih koledža kao Royal Holloway, Birkbeck, UCL, King's, Goldsmiths, Queen Mary, i specijaliziranih instituta kao London School of Economics, SOAS, Royal Academy of Music, London School of Hygiene & Tropical Medicine, Courtauld Institute of Art i Institute of Education. University College London i Imperial College London, časopis Times Higher Education rangirao je među prvih deset sveučilišta u svijetu. 2009., UCL je rangiran kao 4. najbolji, te Imperial College London kao 5. nabolji u svijetu. Dodatno, London School of Economics opisana je kao vodeća institucija u svijetu za učenje i istraživanje društvenih znanosti, te je pohađa najveći broj međunarodnih studenata među svim sveučilištima na svijetu. Nekoliko koledža posvećeno je lijepim umjetnostima, uključujući Royal College of Music, Royal College of Art i Guildhall School of Music and Drama. Ostala londonska sveučilišta, kao Brunel University, City University, London Metropolitan University, Middlesex University, University of East London, University of the Arts London, University of Westminster, Kingston University i London South Bank University nisu dio Londonskog Sveučilišta, ali svejedno vodeće institucije u svojim sektorima i cijenjeni među britanskim i međunarodnim studentima. Neki su bili tehnološki instituti dok im nije dodijeljen status sveučilišta 1992. Imperial College London napustio je savezno Londonsko Sveučilišta 2007. Od spajanja University of North London i London Guildhall University 2003., London Metropolitan University najveće je jedinstveno sveučilište u glavnom gradu, s preko 34 000 studenata iz 155 zemalja. London je svjetski poznat po svojoj poslovnoj edukaciji, s nekoliko vrhunskih poslovnih škola: London Business School, Cass Business School i Imperial College Business School. Osim toga, u Londonu djeluju i tri međunarodna sveučilišta: Schiller International University, Richmond University i Regent's College.

## Kultura

### Naglasak
Londonski naglasak davno je usvojio Cockney karakteristike, te je bio nalik na mnoge naglaske jugoistočne Engleske, kojih je rimujući Cockney sleng dijelom. 'Londoner', naglasak 21. stoljeća znatno varira: ono što postaje sve više prihvaćeno među mlađima do 30, miješavina je Cockneya, Received Pronunciationa, i sve sile "etničkih" naglasaka, posebno karipskih, koji formiraju naglasak nazvan Multicultural London English (MLE), ili Jafaican.

### Slobodno vrijeme i zabava
Londonski kazališni okrug West End u Westminsteru, s mnogim kinematografima i klubovima, kao i Londonskom kineskom čertvrti (U Sohou) smješten je oko trgova Leicester Square, gdje se održavaju svjetske filmske premijere, i Piccadilly Circus, poznatog po svojim divovskim elektroničkim reklamama, neposredno istočno od Covent Gardena. Britanski Kraljevski Balet, Engleski Nacionalni Balet, Kraljevska Opera i Engleska Nacionalna Opera smješteni su u Londonu, te nastupaju u Royal Opera House, The London Coliseum, Sadler's Wells Theatre i Royal Albert Hallu, kao i na turnejama po zemlji. Upper Street u Islingtonu, dugačka jednu milju (1,6 km)
koja se proteže sjeverno od The Angela, sadrži više barova i restorana od bilo koje druge ulice u Velikoj Britaniji. Oxford Street, najužurbanija trgovačka zona u Europi, dugačka je oko 2,5 km, što je čini najdužom trgovačkom ulicom u Britaniji, s mnogim trgovinama i robnim kućama, među kojima Selfridges. Knightsbridge, gdje se nalazi robna kuća Harrods, pruža se neposredno na jugozapadu.
Iz Londona između ostalih djeluju dizajneri Vivienne Westwood, John Galliano, Stella McCartney, Manolo Blahnik, i Jimmy Choo. Grad je poznat po umjetničkim i modnim školama i jedno od međunarodnih središta mode zajedno s Parizom, Milanom i New Yorkom. Radi svoje etnički raznolike populacije, London nudi veliki izbor kulinarstva. Gastronomska središta uključuju bangladeške restorane u Brick Lane i kineske u Kineskoj četvrti. U gradu se održava mnoštvo redovnih godišnjih događaja. Početak godine slavi se relativno novijom novogodišnjom paradom New Year's Day Parade, i drugim najvećim uličnim slavljem na svijetu. Notting Hill karneval održava se za vrijeme praznika Bank holiday, krajem kolovoza. Tradicionalne parade uključuju Lord Mayor's Show u studenome, stoljećima star događaj kojim se slavi godišnje imenovanje novog Lorda Gradonačelnika Londona, s procesijom ulicama grada, te Trooping the Colour u lipnju, formalnu vojnu svečanost u izvedbi regimenti Commonwealtha, i Britanske vojske radi proslave službenog rođendana kraljice.

### Književnost i film
London je pozornica mnogih književnih djela, čija su literarna središta tradicionalno bila Hampstead i (od početka 20. stoljeća) Bloomsbury. Nekoliko je književnika u bliskoj vezi s Londonom, kao kroničar Samuel Pepys, poznat po svom opisu velikog požara, Charles Dickens, čiji je prikaz maglovitog, snježnog i sivog Londona uličnih čistača i džepara imao veliki utjecaj na percepciju rano-viktorijanskog Londona, Virginia Woolf, romansijerka i feministkinja, autorica kratkih priča, cijenjena kao jedna od prvih modernističkih figura književnosti 20. stoljeća. A Journal of the Plague Year iz 1722., Daniela Defoea, fiktivni je prikaz događaja za vrijeme velike kuge 1665. William Shakespeare proveo je veći dio svog života u Londonu, dok je njegov suvremenik Ben Jonson također djelovao u Londonu, te su neki od njegovih radova - posebno komedija "Alkemičar", smješteni u tom gradu. Kasniji značajni opisi Londona 19. i ranog 20. stoljeća Dickensovi su romani, kao i priče o Sherlocku Holmesu Arthura Conana Doylea. Suvremeni pisac obilno nadahnut gradom je Peter Ackroyd, posebno u djelima London: The Biography, The Lambs of London i Hawksmoor. U Londonu su također smještene radnje filmova Peter Pan (1953.), 101 Dalmatinac (1961.), Mary Poppins (1964.), Povećanje (1966.), Secrets & Lies (1996.), Notting Hill (1999.), Završni udarac (2005.), Sweeney Todd: Đavolji brijač Fleet Streeta (2008.), kao i televizijske sapunice EastEnders. London je igrao značajnu ulogu u filmskoj industriji, s velikim studijima u Ealingu, i studijima sa specijalne efekte i post-produkciju u Sohou. Također, Working Title Films svoje sjedište ima u Londonu.

### Muzeji i umjetničke galerije
Muzeji i umjetničke zbirke Londona ubrajaju se među najbogatije u svijetu, koji osim što su velike turističke atrakcije, igraju i ulogu i znanstvenom istraživanju.
- Britanski Muzej (British Museum) sadrži kolekcije povijesti i kulture čovječanstva. Zbirka, od oko 7 milijuna eksponata sa svih kontinenata, među najvećima je i najsveobuhvatnijima u svijetu.[134]
- Nacionalna galerija u Londonu (National Gallery) na Trafalgar Squareu, osnovana 1824., sadrži bogatu kolekciju od preko 2300 umjetničkih slika koje datiraju od sredine 13. stoljeća do 1900.
- Nacionalni Pomorski Muzej (National Maritime Museum, NMM) u Greenwichu, vodeći je pomorski muzej u Velikoj Britaniji i možda najveći muzej takve vrste u svijetu. Povijesne zgrade muzeja dio su Maritime Greenwich mjesta svjetske baštine, koji također uključuje i Kraljevski opservatorij (Royal Observatory), i Queen's House iz 17. stoljeća.
- Nacionalna Portretna Galerija (National Portrait Gallery) umjetnička je galerija s kolkecijama portreta povijesno značajnih i slavnih britanskih ljudi. Kada je otvorena 1856., bila je to prva galerija takve vrste u svijetu. 1896. preseljena ja na današnju lokaciju na St Martin's Place, kraj Trafalgar Squarea u do same Nacionalne Galerije.
- Prirodoslovni Muzej (Natural History Museum) jedan je od tri velika muzeja u Exhibition Road, u Južnom Kensingtonu. Sadrži 70 milijuna eksponata podijeljenih u pet glavnih kategorija: Botanika, entomologija, mineralogija, paleontologija i zoologija. Muzej je svjetski poznat istraživački centar, specijaliziran u taksonomiji, identifikaciji i konzervaciji. Mnoge kolekcije imaju veliku povijesnu i znanstvenu vrijednost, kao primjerci koje je prikupio Charles Darwin.
- Tate Britain, umjetnička je galerija, dio britanske mreže galerija Tate (ostale su Tate Modern, Tate Liverpool i Tate St Ives). Najstarija je institucija u mreži, sa značajnom kolekcijom radova J. M. W. Turnera.
- Tate Modern, britanski je nacionalni muzej međunarodne moderne umjetnosti, te je zajedno s Tate Britain, Tate Liverpool, Tate St Ives, i Tate Online, dio mreže danas poznate kao Tate.[135]
- Muzej Viktorije i Alberta (Victoria and Albert Museum il V&A), najveći je svjetski muzej primijenjene umjetnosti i dizajna, s permanentnom kolekcijom od preko 4.5 milijuna eksponata. Nazvan prema princu Albertu i kraljici Viktoriji, osnovan je 1852. Kolekcija pokriva 5000 godina umjetnosti, od antike do današnjih dana u doslovno svim medijima i skoro sa svih kontinenata. Zbirke keramike, stakla, tekstila, odjeće, srebra, željeza, nakita, namještaja, srednjovjekovnih predmeta, skulptura, gravura i litografija, crteža i fotografija među najvećim su i najopsežnijim u svijetu.

Vrijedi navesti i British Library u St Pancrasu, britansku nacionalnu knjižnicu, s 150 milijuna elemenata, a čuvena je i zbirka voštanih figura Madame Tussauds.

### Glazba
U Londonu, jednom od najvećih svjetskih središte klasične i zabavne glazbe, svoja sjedišta imaju velike glazbene korporacije, kao EMI, te bezbrojne grupe, glazbenici i profesionalci glazbene industrije. Također, u Londonu djeluju mnogi orkestri i koncertne dvorane, kao Barbican Arts Centre (glavna baza Londonskog Simfonijskog Orkestra), Cadogan Hall (Kraljevski Filharmonijski Orkestar) i Royal Albert Hall (BBC Promenadni Koncerti). Royal Opera House i Coliseum Theatre dvije su glavne operne kuće. U Royal Albert Hallu također su smještene i najveće orgulje u Velikoj Britaniji. Nekoliko konzervatorija djeluje u gradu: Royal Academy of Music, Royal College of Music, Guildhall School of Music and Drama i Trinity College of Music. 
Brojna su mjesta u gradu za izvođenje rock i pop koncerata, uključujući i velike arene kao Earls Court, Wembley Arena i O2 Arena, i mnogo manjih kao Brixton Academy. Hammersmith Apollo i Shepherd's Bush Empire. Također, u Londonu se održavaju mnogi glazbeni festivali uključujući O2 Wireless Festival. U Londonu se nalaze i prvi i izvorni Hard Rock Cafe, te Abbey Road Studios, gdje su Beatlesi snimili mnoge od svojih hitova. 1970-ih i 1980-ih, glazbenici kao David Bowie, Elvis Costello, Cat Stevens, Ian Dury and the Blockheads, The Kinks, The Rolling Stones, The Who, Queen, Madness, The Jam, The Small Faces, Led Zeppelin, Iron Maiden, Fleetwood Mac, The Police, The Cure, Squeeze i Sade, osvojili su svijet nadahnuvši se zvukom i vibracijama ulica i ritma Londona. London je znatno utjecao na razvoj punk glazbe, s punk ikonama kao Sex Pistols, The Clash, i Vivienne Westwood baziranim u gradu. Noviji su umjetnici proizašli iz londonske glazbene scene Bananarama, Bush, East 17, Siouxsie and the Banshees, Spice Girls, Jamiroquai, The Libertines, Babyshambles, Bloc Party, Coldplay i Amy Winehouse. London je također središte urbane glazbe, posebno za žanrove UK Garage, Drum and Bass, dubstep i Grime, koji su se razvili pod utjecajem stranih stilova kao hip hop i reggae. Radio stanica crnačke glazbe BBC 1Xtra, pokrenuta je kao podrška usponu domaće urbane glazbe u Londonu i ostatku Velike Britanije.

## Sport
London je bio domaćin Olimpijskih igara u dva navrata, 1908. i 1948. Srpnja 2005., izabran je kao grad domaćin igara 2012, što London čini prvim gradom koji je tri puta odabran kao organizator Ljetnih Olimpijskih Igara. Također, u Londonu su održane Igre Britanskog Carstva 1934. Londonski najpopularniji sport je nogomet, te u gradu djeluje 13 profesionalnih klubova (The Football League clubs), uključujući šest u Premier ligi: Arsenal, Chelsea, Fulham, Tottenham Hotspur, West Ham United i Crystal Palace. Također, u Londonu sjedište imaju i četiri rugby union tima koji igraju u Guinness Premiership ligi: London Irish, Saracens, Wasps i Harlequins, premda danas samo Harlequins igraju u Velikom Londonu. Također u gradu djeluju i dva profesionalna rugby league kluba - Harlequins Rugby League i London Skolars. 
Od 1924., izvorni stadion Wembley bio je dom Engleskoj nogometnoj reprezentaciji, i sjedište finala FA kupa, (nogomet) i finala Challenge Cupa (rugby league). Novi stadion Wembley izgrađen 2007., s kapacitetom 90 000 gledatelja, koristi s na jednak način. Twickenham Stadium na jugozapadu Londona, nacionalni je rugby union stadion, kapaciteta 84 000 gledatelja. Natjecanja u Kriketu održavaju se na dva test kriket terena; Lord's (dom kluba Middlesex C.C.C) u St John's Wood i The Oval, (dom kluba Surrey C.C.C) u Kenningtonu. Tenisko prvenstvo u Wimbledonu, jedno od najpoznatijih godišnjih sportskih natjecanja u Londonu, koje se održava u tenis klubu All England u jugozapadnom predgrađu Wimbledonu. Ostali su značajni događaji godišnji masovni Londonski maraton, na kojem se natječe oko 35 000 trkača, i čuvena veslačka utrka između Oxforda i Cambridgea na rijeci Temzi.
U gradu se od 5. do 13. kolovoza 2017. održalo 16. svjetsko prvenstvo u atletici.

## Bratimljeni gradovi
Postoji 46 drugih mjesta na ostalim kontinentima nazvanih po Londonu. Kao i sam London, londonske općine također održavaju bratimljenja po svijetu s dijelovima drugih gradova. Na popisu ispod, prikazani su gradovi s kojima uprava Velikog Londona održava bratimljenja:
| - New York City - Moskva - Berlin - Johannesburg - Kuala Lumpur - Kuvajt Sljedeći gradovi održavaju ugovore o prijateljstvu s Londonom: - Baku - Buenos Aires - Sofija - Delhi - Mumbai | - Bogotá - Istanbul - Rim - Bukurešt - Oslo - Pariz - Teheran - Tokyo - Peking - Podgorica - Alžir - Zagreb |

## Vanjske poveznice
- www.london.gov.uk – Službena stranica vlade Londona pri Upravi Velikog Londona koja pokriva ured gradonačelnika i londonsku skupštinu
- British Pathé  Arhivirana inačica izvorne stranice od 1. siječnja 2012. (Wayback Machine) Digitalna arhiva stotina filmova Londona u 20. stoljeću
- London u British History Online, s poveznicama na brojne relevantne on-line izvore.
- VisitLondon.com – Službena stranica Londona
- LondonTown.com – Londonska informativna stranica
- BBC London
- Office for National Statistics: Focus on London 2007 – sažetak službenih statistika
- Map of Early Modern London – Povijesni plan i enciklopedija Shakespeareovog Londona
- Museum of London Group Portal
- Transport for London (TfL) – uprava gradskog prevoza
- Arhivirana inačica izvorne stranice od 21. prosinca 2009. (Wayback Machine) - London na Open Directory Project
- Povijest Londona kroz stoljeća  Arhivirana inačica izvorne stranice od 10. veljače 2009. (Wayback Machine)